# گروپو آرکور
گروپو آرکور (انگلیسی: Grupo Arcor) شرکت صنایع غذایی آرژانتینی است، که در سال ۱۹۵۱ تأسیس شد.